# Namagiri
Namagiri (właściwie Śri Namagiri Lakszmi) – imię hinduistycznej bogini, czczonej w Indiach, zaś w szczególności w dystrykcie Namakkal, w stanie Tamil Nadu.
Imię Namagiri przetłumaczone z sanskrytu na tamilski brzmi właśnie Namakkal. Jej kult związany jest z tradycją wisznuicką. Bogini Namagiri często jest uznawana za partnerkę lwiogłowego bóstwa Narasinha, będącego awatarą, czyli jedną z inkarnacji boga Wisznu.
Była bóstwem rodziny genialnego hinduskiego matematyka samouka Srinivasa Ramanujan, który mawiał, że bogini Namagiri zsyła mu natchnienie, wzory i wyniki w snach.